# Thomas Heggen
Thomas Heggen (Fort Dodge, 23 dicembre 1918 – New York, 19 maggio 1949) è stato uno scrittore statunitense.
Heggen è noto al grande pubblico soprattutto grazie alla novella Mister Roberts.

## Biografia
Nipote o, secondo altre fonti, cugino del premio Pulitzer per la narrativa del 1972 Wallace Stegner, si laureò in giornalismo all'Università del Minnesota, ove conobbe ed entrò in competizione con Max Shulman, astro nascente della letteratura americana, con il quale stabilì un legame umano e professionale durato sino alla propria prematura scomparsa. Nell'agosto del 1942, otto mesi dopo l'attacco di Pearl Harbor del 7 dicembre 1941 si sposò con Carol Lyn Gilmer, che aveva appena terminato i suoi studi in giornalismo alla Northwestern University; i due si trasferirono a New York e iniziarono a scrivere per la rivista Selezione dal Reader's Digest ma il matrimonio naufragò nella primavera del 1946.  L'opera che lo rese famoso e ricco fu Mister Roberts (1946); il racconto, nonostante avesse incontrato critiche discordanti, vendette oltre un milione di copie e proiettò Heggen sotto i riflettori della scena letteraria di New York, procurandogli anche lucrosi contratti per l'adattamento teatrale. Iniziò, per questo, una collaborazione con il suo compagno di università Max Shulman, che però non funzionò e perciò si interruppe.
Heggen si rivolse allora al drammaturgo e regista Joshua Logan e la loro versione teatrale, con Henry Fonda come protagonista, fu molto fortunata ed ottenne il premio Tony nel 1948. Nel 1955 dal libro fu tratto il film di notevole successo commerciale La nave matta di Mister Roberts, che fruttò il premio Oscar a Jack Lemmon.
Il film ebbe poi un sequel nel 1964 in Una nave tutta matta, con Walter Matthau, e una trasposizione in una serie televisiva, Mr. Roberts.
Dopo la fama e la ricchezza ottenuta con la sua opera più nota, Heggen fu colto dal blocco dello scrittore, iniziò a soffrire di insonnia e, nel tentativo di combatterla, finì preda di crescenti dosi di alcol e farmaci. Morì a 30 anni, in conseguenza di un'overdose di sonniferi, annegato nella vasca da bagno del suo appartamento di New York, che condivideva con Alan Campbell, ex-marito di Dorothy Parker .  Quella stessa sera si sarebbe dovuto incontrare a cena con Max Shulman e Harry Bud Nye, altro loro compagno di studi all'Università del Minnesota. La sua morte fu attribuita a suicidio, sebbene egli non avesse lasciato alcun biglietto di commiato e i suoi più intimi conoscenti non ne fossero convinti. Riposa al Lakewood Cemetery di Minneapolis, nella Contea di Hennepin, in Minnesota.

## Servizio nella Marina Militare
Entrò nella Marina Militare statunitense appena dopo l'attacco giapponese a Pearl Harbor e trascorse l'intero periodo bellico imbarcato sulla nave da trasporto d'attacco 'Virgo' a bordo della quale passò lunghe giornate monotone e noiose. Proprio da questo immenso tedio deriverà la sua più grande opera: la novella Mister Roberts.